# Список персонажей телесериала «Волшебники из Вэйверли Плэйс»
Ниже представлен список персонажей известного американского телесериала канала Disney Channel «Волшебники из Вэйверли Плэйс» (англ. Wizards of Waverly Place).

## Главные герои

### Александра Маргарита Руссо
Александра Маргарита «Алекс» Руссо — главная героиня комедии положений канала Дисней «Волшебники из Вэйверли Плэйс». Как средний ребёнок и единственная дочь в семье,Алекс бывает очень резка по отношению к друзьям и семье. Алекс не очень любит учиться, причём как в школе, так и на занятиях волшебством, на которые её приводит отец — лишившийся волшебных способностей потомственный маг, но любит магию. По натуре перфекционистка. Роль Алекс играет актриса Селена Гомес.
Трепетно относится к тревогам своего старшего брата Джастина. Стала семейным волшебником в фильме «Волшебники из Вэйверли Плэйс в кино», но после отката времени отказалась от сил. Но всё-таки в конце сериала становится семейным волшебником, по просьбе Джастина, решивший отдать ей свои силы, потому что во время соревнования она ему помогла и пробежала.

#### Об Алекс
Алекс — средний ребёнок и единственная дочь в семье Руссо. Она родилась в Нью-Йорке, в такси номер 804 (одна из серий была связана с этим). Она постоянно обсуждает и оскорбляет своего старшего брата (как единственная дочь, очень избалована), Джастина Руссо, хотя она делает так, потому что восхищается им и хочет походить на него, поскольку он добр, смел и умён.
Её лучшая подруга детства — Харпер Финкл (англ. Harper Finkle, играет актриса Дженнифер Стоун) — главным образом пытается уберечь её от проблем, а также является её «голосом мудрости». По ходу сюжета Алекс упоминает, что Харпер для неё как сестра.
Алекс постоянно использует волшебство для решения проблем, но в основном это заканчивается тем, что она вызывает больше проблем, чем было. Чтобы исправить это, она часто обращается за помощью к Джастину. Алекс имеет способности к рисованию. Изобразительное искусство — её любимый предмет в школе. Это, по сути, единственный предмет, к которому она относится серьёзно и в котором она весьма успешна.
В фильме Алекс говорит, что Джастин был всем, чем она когда-либо хотела быть. Она его очень любит.

#### Положительные качества
Несмотря на её недостатки, Алекс совсем не бессердечна (хоть и порядком эгоистична), подтверждением чего являются многочисленные случаи проявления великодушия, лояльности и сострадания. Её действия и шутки зачастую задумываются без каких-либо злых намерений. Она глубоко заботится о своей подруге Харпер, а также любит Джастина, несмотря на их постоянные конфликты. Алекс чувствует вину, раскаивается за свои действия и приносит извинения, беря на себя ответственность за них. Алекс использует волшебство с благими намерениями. Одно из её лучших качеств — сильное чувство правосудия и неприятие «поддельных» людей. Позже она влюбляется и начинает встречаться с оборотнем Мэйсоном (Грегг Салкин). Она решает прекратить волшебное соревнование и становится смертной после осознания того, что нет никакого способа, с помощью которого она могла бы победить. Однако это действие мешает её отношениям с Мэйсоном: согласно волшебному закону смертные (какой и стала Алекс) не могут вступать в союз с магическими существами, и поэтому Алекс решает продолжить соревнование, чтобы быть вместе с Мейсоном. Она достаточна хитра и уверенна в себе, несмотря на то что она издевается над братьями, она всё равно их любит, это можно понять в Волшебники из Вэйверли плэйс в кино ведь она отказывается от силы ради братьев

#### Описание
У Алекс тёмно-каштановые волосы, она часто меняет причёски: длинные или короткие, уложенные или растрёпанные, прямые или волнистые — её волосы терпят все изменения. В её гардеробе много яркой и необычной одежды; Алекс часто можно заметить в потрёпанных колготках с юбками или длинными рубашками. Позже Алекс начинает носить платья и майки. Алекс часто носит джинсы, в прошлых сезонах она ходила в свободной блузке или футболке. Дополнениям к одежде Алекс служат различные аксессуары: различные браслеты, колье и серьги. В 3-м и 4-м сезонах главная героиня предстаёт перед нами более элегантной и женственной: появляются платья, туфли и сапоги на каблуках. Каждый раз, когда она носит высокие ботинки, она подсовывает свою красную палочку в правый.

#### Семья
- Джерри Руссо (отец)
- Джастин Руссо (старший брат)
- Алекс Руссо (их общая сестра)
- Макс Руссо (младший брат)
- Тереза Руссо (мать)

#### Друзья
Харпер Финкл — лучшая подруга Алекс с детства. Харпер сама шьёт себе одежду. Харпер грустит и даже ревнует, когда Алекс оказывает поддержку Стиви, другому молодому волшебнику. Конечно, Алекс позже узнает, что Стиви планирует использовать для осуществления своего злого плана, и приносит извинения Харпер. Когда Харпер пытается поддержать Джиджи, своевольную девочку, которая планирует высмеять Харпер на её вечеринке, Алекс пытается остановить её, так как она знает, что замышляет Джиджи. Харпер игнорирует просьбы Алекс и думает, что Алекс ревнива. В конце концов, Алекс спасает Харпер.

### Джастин Винченцо Пепе Руссо
Джастин — старший брат Алекс и Макса. Он отличник, как в школе, так и в магии. У него множество странных увлечений. Он состоит в Лиге внеземных языков, фанат супергероя капитана Джима Боба Шервуда. Лучший друг Зика Бикермана. Не имеет успеха в отношениях с девушками и обладает массой комплексов. Алекс недолюбливает его в первую очередь за то, что родители и учителя ставят его ей в пример, чем он не пренебрегает напомнить сестре. Алекс часто подкалывает его. Если ему и доводится встречаться с девушками, то сами девушки очень необычного происхождения: девушка-кентавр, девушка-оборотень (умудрилась случайно на некоторое время заразить Джастина), которых он ищет в «Чудонете» — магической соц. сети. В настоящее время встречается с Джульетт Ван Хьюзен — девушкой-вампиром. Когда Алекс достаётся семейная магия, профессор Крамбс объявляет, что увольняется, передаёт свою магию Джастину и назначает его новым директором школы WizTech.
- Роль исполняет Дэвид Генри.
- Роль дублирует Андрей Лёвин.

### Максимилиан Эрнесто Аланзо «Макс» Руссо
Макс — младший брат Алекс и Джастина. Круглый троечник. Авантюрист по характеру, выдумщик, изобретатель, очень смешон и глуповат. Умудряется постоянно раздражать сестру своим поведением. У него необычные отношения с девушками. Зачастую, когда Алекс и Джастин ссорятся, оказывается меж двух огней и никак не может определиться, на чьей он стороне. После семейного соревнования унаследует закусочную Вэйверли Плэйс.
- Роль исполняет Джейк Ти Остин. (также Бейли Мэдисон, как Максим в четвёртом сезоне).
- Роль дублирует Иван Чабан.

### Тереза Магдалена Маргарита Руссо
Тереза Руссо — мать Алекс, Джастина и Макса. Мексиканка, говорящая с сильным испанским акцентом. Не обладает волшебными способностями, хотя знает о волшебниках. С недоверием относится к магии. Вместе с мужем владеет и работает в закусочной Вэйверли Плейс, где им помогают дети. Очень любит детей и всячески заботится о них. Имеет двух братьев. Единственная дочь в семье
- Роль исполняет Мария Кэнелс-Баррера.
- Роль дублирует Регина Щукина.

### Джеральдо Пепе «Джерри» Руссо
Джерри Руссо — отец Алекс, Джастина и Макса, муж Терезы. Имеет итальянские корни, о чём упоминал сам. Бывший волшебник. Был очень одарённым волшебником, но отдал свою силу из-за любви к простой смертной женщине Терезе своему брату Келбо, когда тот проиграл в соревновании за силу волшебника. В настоящее время Джерри учит своих детей магии и волшебным заклинаниям. Странноват, скуп, очень любит и заботится о своих детях. Вместе с женой владеет и работает в закусочной Вэйверли Плэйс, где им помогают дети.
- Роль исполняет Дэвид Делуиз.
- Роль дублирует Олег Куликович.

### Харпер Энн Финкл
Харпер — лучшая подруга Алекс, родилась в семье артистов, гастролирующих по миру. Окружающие предпочитают игнорировать Харпер, поэтому большинство свободного времени она проводит в доме Руссо. Она обаятельна и проста, делает за Алекс домашнюю работу. Не волшебница, хотя благодаря Алекс знает о колдовстве. Всё время вмешивается в затеи, а порой и сама их придумывает; может ходить в дурацкой или даже в детской одежде, что раздражает Алекс. Занимается различными видами рукоделия, самостоятельно шьёт себе платья. До 3-го сезона была влюблена в Джастина, но боялась ему в этом признаться. В середине 3-го сезона начала встречаться с Зиком Бикерманом. С 3-го сезона живёт в доме у Руссо.
- Роль исполняет Дженнифер Стоун.
- Роль дублирует Виктория Слуцкая.

## Второстепенные персонажи

### Зик Бикерман
Зик — лучший друг Джастина. Он так же, как и Джастин, состоит в Лиге внеземных языков. Он очень импульсивен и активен. Зик и Джастин часто вместе участвуют в различных конкурсах. У него очень много странностей и замашек. В середине 3-го сезона начинает встречаться с Харпер. В четвёртом сезоне он узнаёт, что Руссо — волшебники.
- Роль исполняет Дэн Бенсон.
- Роль дублирует Иван Григорьев.

### Ти Джей Тэйлор
Ти Джей — волшебник, одноклассник Алекс и Харпер. С виду обычный ученик, но на самом деле втайне является хитрым волшебником. Он заколдовал своих родителей и тем самым сумел уговорить их разрешить ему колдовать. Однако семье Руссо удаётся расколдовывать родителей Ти-Джея. Алекс узнала о магическом даре Ти-Джея в первом сезоне, когда тот торопился в школу и у входа в ресторанчик Руссо использовал заклинание телепортации. В этой же серии она узнаёт, что тот может колдовать когда и где ему угодно. Он очень злопамятен. Ти Джей превратил шестнадцатилетнюю девочку Дженни Мейджорхили во взрослую учительницу рисования, из-за того, что та отвергла его. У него есть довольно раздражающая привычка: он часто произносит «Я тебе покажу…».
- Роль исполняет Дэрил Сабара.

### Хершел Леритейт
Мистер Лэритейт — директор школы, где учатся Джастин, Алекс, Макс и Харпер. Интересуется Диким Западом: он любит все, что с ним связано, его кабинет декорирован в стиле Дикого Запада, он также носит галстук Боло. У Лэритэйта частенько бывают стычки с Алекс. Он разочарован тем, что Алекс не хватает трудолюбия и желания преуспеть в школе, но очевидно, что он заботится и лоялен к ней. Мистер Ларитейт также появляется как преподаватель истории, рисования (после того, как Дженни Мейджорхили, бывший учитель рисования, стала обратно 16-летней девушкой) и факультатива «Семья и брак».
- Роль играет Билл Чотт
- Роль дублирует Вадим Гущин.

### Дин Мориарти
Дин Мориарти — парень Алекс во втором сезоне. Он делает временные татуировки ученикам школы и интересуется автомобилями, не далёк умом. Харпер и Джастин недолюбливают его. Алекс в течение нескольких серий старается привлечь его внимание, и у неё это получается. Они начинают встречаться, но позже из-за хитростей злого волшебника они расстаются. Потом он начинает являться во снах Алекс, и, когда он вновь появляется в её жизни, пара начинает проводить вместе время. Однако вскоре Алекс понимает, насколько они далеки друг от друга, и они окончательно расстаются. Дин вновь появляется в сериале в одном из эпизодов, желая вернуть Алекс. Мэйсон, заревновав, съедает его, после чего Алекс, Джастин, Макс в полном составе отправляются за ним. Дин, понимая, что Алекс любит Мэйсона, уступает.
- Роль играет Даниэль Сэмонас.
- Роль озвучивает Антон Денисов.

### Профессор Крамбс
Профессор Крамбс — директор школы магии WizTech.Он возглавляет школу магии 3 тысячи лет. У него очень длинная борода, которую главным героям иногда приходиться расчёсывать. Профессор очень мудрый и смекалистый. Всегда устраивает нелёгкие испытания Алекс, Джастину и Максу. В последней серии уступает свою должность директора Джастину и уходит на пенсию.
- Роль играет Иэн Аберкромби.

### Джульетта ван Хьюзен
Джульетта — девушка-вампир, встречается с Джастином. Ей 2193 года. Появляется во втором сезоне. Её родители, Ал и Синди, — вампиры, приехавшие в Нью-Йорк и открывшие закусочную «Ночной укус» в Вэйверли Плэйс, тем самым став конкурентами Руссо. Враждуя между собой, они всячески запрещали Джульетт и Джастину общаться, но потом все же разрешили им встречаться. В третьем сезоне стала жертвой мумии и пропала. Джастин наконец нашёл её в Трансильвании с помощью парня-оборотня Алекс — Мэйсона. Но узнав, что Мэйсон встречался с Джульеттой 300 лет назад и до сих пор любит её, Джастин затевает с ним драку, в результате которой Джульетта кусает Мэйсона, а Мейсон царапает её, после чего она теряет свои вампирские способности и превращается в старуху. В конце 4-го сезона ей возвращают молодость и они с Джастином снова начинают встречаться.
- Роль играет Бриджит Мендлер.

### Хью Великан
Хью Великан — друг Алекс. Является сыном мистера и миссис Громадных — великанов. Он считает себя таким же великаном, носит довольно крошечные предметы. На самом же деле он нормальных размеров парень и приёмный сын великанов. Его настоящие родители, Лу и Мэри Лу Файгмен, не могли растить его из-за того, что его отца выгоняли со всех работ. Познакомился с Алекс в школе магии. Ужасно боится кузнечиков, сверчков и других насекомых.
- Роль играет Джош Сассмен.

### Келбо Руссо
Келбо Руссо — брат Джерри и Меган, дядя Алекс, Джастина и Макса. Он волшебник, получил силу после отказа от неё Джерри. Одно время был учителем Алекс, однако оказался «никудышным» преподавателем. Он очень забавен и беззаботен. Магию он тратит в основном на различные приколы. В одном из эпизодов оказалось, что он и певица Шакира — одно и то же лицо, преобразования вышли из-под контроля, что противоречит правилам волшебства. Его вылечивают от болезни. Келбо, несмотря на наивность, незрелость и невежественность, оказывается очень любящим дядей.
- Роль играет Джефф Гарлин.

### Миранда Хэмпсон
Миранда — девушка Джастина в первом сезоне. Она — гот, чуть старше Джастина. Именно с ней он первый раз поцеловался.
- Роль играет Люси Хейл.

### Совесть Макса
Совесть — сокровенные правильные и неправильные мысли Макса. Она всегда носит то же, что и Макс, признаёт, что она похожа на него, но гораздо умнее. Она помогла Максу с его волшебной и школьной работой. В одной из серий третьего сезона Совесть ушла и этим разорвала связь с Максом. Позже Алекс превратила Совесть в пару носков, а Макса в стиральную машину, чтобы Совесть вернулась и всегда оставалась с Максом. Когда Совесть была очень далеко от Макса, она стала самостоятельным мальчиком и скоро и у неё самой появилась совесть.
- Роль играет Мойзес Ариас.

### Райли
Райли — парень Алекс в первом сезоне. Он также один из друзей Джастина и играет с ним в бейсбольной команде. В одной из серий Алекс ненадолго расстаётся с Райли, так как тому не нравилась её чрезмерная ревность. Назло ему она превратила манекен в живого человека и начала встречаться с ним, назвав его Маником Кеном. Чуть позже он извинился перед ней и они возобновили отношения. В последующих эпизодах он не появляется.
- Роль играет Брайан Кубак.

### «Джи-Джи»
Джи-Джи — главный враг Алекс и Харпер, достаёт их с детского сада. Джи-Джи полностью контролирует большую часть учеников школы. Обычно с Джи-Джи везде ходят две девочки, её свита, которых Алекс и Харпер именуют «подражателями».
- Роль исполняет Скайлер Сэмюэлс.
- Роль дублирует Юлия Рудина.

### Стиви Николс
Стиви Николс — основной антагонист третьего сезона. Она новый правонарушитель в школе Алекс. Сначала они конкурируют за звание самой плохой девчонки в школе, но затем у них завязывается крепкая дружба. Позже Харпер узнаёт, что Стиви — волшебница, что сближает её с Алекс ещё больше. В одном из эпизодов оказывается, что у неё есть брат, Уоррен, который выиграл в семейной борьбе, но Стиви не отдала ему силу. Таким образом, Стиви является лидером множества волшебников, проигравших в семейных состязаниях. Они желают вернуть справедливость и добиться отмены соревнований. Алекс и Макс присоединяются к ней, чтобы в итоге помочь отдать силу Уоррену. Алекс замораживает Стиви, Макс случайно опрокидывает, и она разлетается на тысячи кусочков.
- Роль играет Хейли Кийоко.

### Уоррен Николс
Уоррен — брат Стиви, которого она оставила на церемонии передачи силы после того, как он выиграл семейное волшебное соревнование. С помощью Руссо он наконец получает силу.
- Роль играет Ричард Чу.

### Мэйсон Грейбэк
Мэйсон Грейбэк — парень-оборотень из Англии, встречается с Алекс. Впервые упоминается во втором сезоне, когда Харпер из будущего спрашивает Алекс, рассталась ли она с Мэйсоном. Появляется в третьем сезоне как одноклассник Алекс по занятиям рисованием. Он прекрасно рисует. Мэйсон — очень благородный оборотень. Во время свидания он подарил главной героине волшебное ожерелье, горящее, когда владелец любит подарившего ему ожерелье. Сначала Алекс подозревает его в измене, так как под вечер он всегда в спешке уходил. Оказалось, что он оборотень (правда, в отличие от девушки Джастина, он при поцелуе не превращает никого в оборотня, так как он породистый). 300 лет назад он встречался с Джульетт, и, когда он нашёл её в Трансильвании, признался, что любит, тем самым разбив Алекс сердце. Он доказывает свою любовь к Алекс с помощью того самого ожерелья. Во время драки с Джульетт Мэйсон надолго превращается в волка после того, как девушка кусает его, и уходит, так как не может контролировать себя. Алекс вскоре нашла его и пыталась вернуть его человеческий облик, но безуспешно: у него остались острые уши, нос и шерсть. Сначала внешность Мэйсона смущала Алекс, но потом она смирилась. Чуть позже Джастин все же возвращает ему нормальный вид. В четвёртом сезоне им вновь приходится расстаться, из-за того, что Мэйсон не понимает, что делает, не способен к управлению гневом и может съесть человека. В итоге они все же остаются вместе, ведь Алекс получила силу и стала семейным волшебником.
- Роль играет Грегг Салкин.

### Меган Руссо
Меган — сестра Джерри и Келбо, тётя Алекс, Джастина и Макса. Она обижена на Джерри, так как он после отказа от силы передал её Келбо. Практически с ними не общается, тем самым не является членом семьи Руссо. Она удивительно похожа на Алекс, также эгоистична, ленива, саркастична и очень любит рисовать. Живёт в Париже, зарабатывая на жизнь картинами.
- Роль играет Кэрри Гензель.

### Мисс Злючка
Мисс Злючка — учительница в школе магии WizTech, которая хотела отнять силу Джастина с помощью волшебного вулкана. Победить мисс Злючку помогла Алекс, тем самым доказав свою любовь к брату.
- Роль играет Октавия Спенсер.

### Канцлер Рути Тутитути
Канцлер — глава совета охотников на монстров. Председатель совета любовных отношений.
- Роль играет Энди Киндлер.

### Феликс
Феликс — ученик из класса Джастина. Он не стесняется прикалываться над Джастином. Ему очень симпатична Алекс, которая присоединяется к классу. Его предки — влиятельные люди в волшебном мире, так как он был обладателем самой могущественной палочки.
- Роль играет Франк Пэчеко.

### Рональд Лонгкейп младший
Рональд — ученик школы WizTech, злой волшебник и главный антагонист второго сезона. Рональд — сын Рональда Лонгкейпа старшего. Он ухаживал за Алекс, в то время как она была с Дином. Он, превратившись в него, расстался с Алекс. Самого Дина он заморозил в желе. Рональд планировал стать самым влиятельным волшебником и использовать Алекс, но любовь Алекс к Дину помешала ему.
- Роль играет Чед Дуелл.

### Нэнси Луки
Нэнси — подруга Макса, с которой он расстался, когда должен был сказать ей, что он — волшебник.
- Роль играет Белла Торн.